# Verwaltungsgemeinschaft Aub
In der Verwaltungsgemeinschaft Aub im unterfränkischen Landkreis Würzburg haben sich folgende Gemeinden zur Erledigung ihrer Verwaltungsgeschäfte zusammengeschlossen:
1. Aub, Stadt, 1395 Einwohner, 17,54 km²
2. Gelchsheim, Markt, 848 Einwohner, 15,75 km²
3. Sonderhofen, 873 Einwohner, 18,80 km²

Sitz der Verwaltungsgemeinschaft ist Aub.
Vorsitzender der Verwaltungsgemeinschaft ist der Bürgermeister der Gemeinde Sonderhofen, Heribert Neckermann.